# サント・ステーファノ・イン・アスプロモンテ

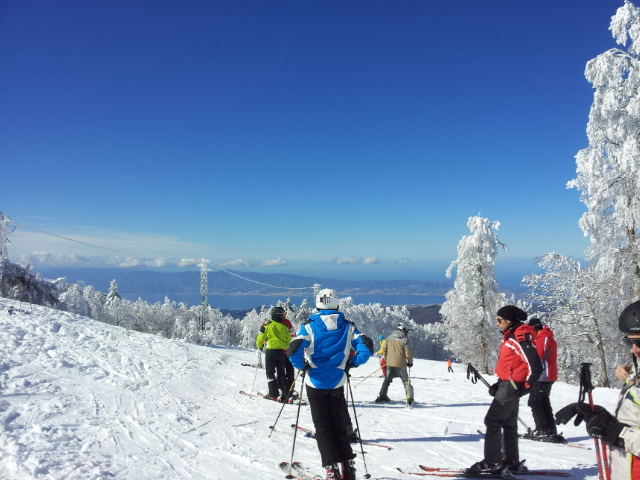
スキー場 Gambarie これは次の場所にあります。 サント・ステーファノ・イン・アスプロモンテ

サント・ステーファノ・イン・アスプロモンテ（イタリア語: Santo Stefano in Aspromonte）は、イタリア共和国カラブリア州レッジョ・カラブリア県にある、人口約1,300人の基礎自治体（コムーネ）。

## 地理

### 位置・広がり

#### 隣接コムーネ
隣接するコムーネは以下の通り。
- ラガナーディ
- レッジョ・ディ・カラブリア
- ロッカフォルテ・デル・グレーコ
- サン・ロベルト
- サンタレッシオ・イン・アスプロモンテ
- シッラ